# Torneo Competencia 1950
Het Torneo Competencia 1950 was de twaalfde editie van deze Uruguayaanse voetbalcompetitie. Voor het eerst deden er ook ploegen mee die niet in de Primera División actief waren. Het toernooi liep tot 30 juli 1950 en werd voor een deel gelijktijdig met het WK in Brazilië gespeeld. Rampla Juniors FC won het Torneo Competencia voor de eerste keer, titelhouder CA Peñarol werd tweede.

## Teams
Aan het Torneo Competencia deden veertien ploegen mee. Voor het eerst had het toernooi ook deelnemers die niet in de Primera División actief waren. Behalve de ploegen die in 1950 op het hoogste niveau speelden, namen ook Racing Club de Montevideo, IA Sud América, CA Progreso (de nummers twee tot en met vier van de tweede divisie vorig seizoen) en CA Defensor (vorig seizoen gedegradeerd uit de Primera División) deel. Alle deelnemende ploegen waren afkomstig uit Montevideo. Geen van de veertien deelnemers debuteerde in het Torneo Competencia.
| Clubs                   | Clubs                     |
| ----------------------- | ------------------------- |
| CA Bella Vista          | Club Nacional de Football |
| Central FC              | CA Peñarol                |
| CA Cerro                | CA Progreso               |
| Danubio FC              | Racing Club de Montevideo |
| CA Defensor             | Rampla Juniors FC         |
| Liverpool FC            | CA River Plate            |
| Montevideo Wanderers FC | IA Sud América            |

## Toernooi-opzet
Het Torneo Competencia werd gespeeld voorafgaand aan de Primera División. De veertien deelnemende clubs speelden een halve competitie tegen elkaar en de ploeg die de meeste punten behaalde werd eindwinnaar. De behaalde resultaten telden ook mee voor het Torneo de Honor 1950. Het toernooi was een Copa de la Liga; een officieel toernooi, georganiseerd door de Uruguayaanse voetbalbond (AUF).

## Toernooiverloop
De eerste verrassing van het toernooi vond plaats op de tweede speeldag. Het gedegradeerde CA Defensor (vorig seizoen derde in het Torneo Competencia) versloeg Montevideo Wanderers FC, dat nu een divisie hoger speelde, met 5–1. Op dat moment waren er nog vijf ploegen die beide wedstrijden hadden gewonnen; een speelronde later werd de top uitgedund tot vier koplopers. De helft daarvan liet punten liggen in de vierde wedstrijd: CA Peñarol deelde de punten met Danubio FC en CA River Plate verloor ook van Defensor. Hierdoor bleven Club Nacional de Football en Rampla Juniors FC over met een perfect rapport.
Tijdens de vijfde speelronde boekten Nacional en Rampla Juniors allebei een overwinning, maar een wedstrijd later speelden ze tegen elkaar. Deze wedstrijd werd door Rampla Juniors met 1–0 gewonnen; het was voor het eerst in zes edities dat ze Nacional versloegen in het Torneo Competencia. De Picapiedras bleven zo alleen over op kop en hun daaropvolgende wedstrijd wisten ze ook Peñarol te verslaan (2–1). Het was daarmee voor het eerst dat een ploeg in het Torneo Competencia won van de 'grote twee' uit het Uruguayaanse voetbal. In diezelfde speelronde boekte Defensor hun derde zege op een ploeg uit de Primera División (tegen Liverpool FC).
In de achtste speelronde won Defensor weer van een Primera División-ploeg. La Viola versloeg Peñarol met 3–2 en klom naar de derde plaats in de tussenstand. Koploper Rampla Juniors won wel, maar leed een wedstrijd later hun eerste puntverlies toen ze gelijkspeelden tegen promovendus CA Bella Vista. Naaste belager Nacional kon wel winnen en daardoor het gat terugbrengen tot twee punten. De daaropvolgende wedstrijd eindigde wederom in een puntendeling voor Rampla Juniors (met Central FC), maar omdat Nacional ook gelijkspeelde bleef hun voorsprong intact. Ook Defensor en Peñarol maakten nog kans op eindwinst.
De gehele top-vier won hun elfde wedstrijd en op de een-na-laatste speeldag speelden Nacional en Peñarol tegen elkaar. De Aurinegros wonnen dit duel met 3–1, waardoor ze Nacional inhaalden in het klassement. Door dit resultaat kon Rampla Juniors de titel pakken als ze CA Cerro versloegen, maar die wedstrijd eindigde in remise. Hierdoor zou het toernooi pas op de slotdag worden beslist: bij winst van Peñarol en verlies van Rampla Juniors zouden beide ploegen gelijk eindigen, bij alle andere uitkomsten was Rampla Juniors eindwinnaar. De Picapiedras hielden hun lot in eigen had door Defensor met 5–0 te verslaan en daarmee het Torneo Competencia voor het eerst op hun naam te schrijven.
Peñarol behaalde de tweede plek in de eindstand en Nacional werd derde. Van de vier ploegen die niet in de Primera División speelden was Defensor het beste met een vierde plaats in de eindstand. River Plate vervolledigde de top-vijf. De onderste drie plekken waren allemaal voor ploegen die vorig seizoen niet in de Primera División speelden, waaronder kampioen (en promovendus) Bella Vista. Alleen IA Sud América (achtste) wist ploegen achter zich te houden die in 1949 op het hoogste niveau actief waren. De rode lantaarn was voor CA Progreso, dat slechts tweemaal gelijk wist te spelen (allebei tegen mede-lagereklassers).
Het systeem met deelnemers buiten de Primera División werd volgend seizoen gedeeltelijk voortgezet: in 1951 deden de nummers drie en vier van de Primera B niet meer mee, maar de nummer twee uit die competitie en de degradant uit de Primera División nog wel.

### Eindstand
|     | Club                      | Sp. | W  | G | V  | Pnt. | DV | DT | DS  |
| --- | ------------------------- | --- | -- | - | -- | ---- | -- | -- | --- |
| 1.  | Rampla Juniors FC         | 13  | 10 | 3 | 0  | 23   | 29 | 6  | +23 |
| 2.  | CA Peñarol                | 13  | 10 | 1 | 2  | 21   | 38 | 12 | +26 |
| 3.  | Club Nacional de Football | 13  | 9  | 2 | 2  | 20   | 33 | 15 | +18 |
| 4.  | CA Defensor               | 13  | 7  | 4 | 2  | 18   | 29 | 22 | +7  |
| 5.  | CA River Plate            | 13  | 6  | 4 | 3  | 16   | 29 | 21 | +8  |
| 6.  | Danubio FC                | 13  | 5  | 4 | 4  | 14   | 24 | 17 | +7  |
| 7.  | Central FC                | 13  | 5  | 4 | 4  | 14   | 26 | 25 | +1  |
| 8.  | IA Sud América            | 13  | 4  | 4 | 5  | 12   | 16 | 24 | –8  |
| 9.  | CA Cerro                  | 13  | 4  | 3 | 6  | 11   | 23 | 23 | 0   |
| 10. | Liverpool FC              | 13  | 4  | 2 | 7  | 10   | 20 | 27 | –7  |
| 11. | Montevideo Wanderers FC   | 13  | 3  | 2 | 8  | 8    | 16 | 27 | –11 |
| 12. | Racing Club de Montevideo | 13  | 2  | 3 | 8  | 7    | 16 | 34 | –18 |
| 13. | CA Bella Vista            | 13  | 2  | 2 | 9  | 6    | 15 | 28 | –13 |
| 14. | CA Progreso               | 13  | 0  | 2 | 11 | 2    | 10 | 43 | –33 |

| Winnaar Torneo Competencia 1950 |
| ------------------------------- |
| Rampla Juniors FC 1e titel      |

1934 ·
1936 ·
1941 ·
1942 ·
1943 ·
1944 ·
1945 ·
1946 ·
1947 ·
1948 ·
1949 ·
1950 ·
1951 ·
1952 ·
1953 ·
1955 ·
1956 ·
1957 ·
1958 ·
1959 ·
1961 ·
1962 ·
1963 ·
1964 ·
1967 ·
1985 ·
1986 ·
1987 ·
1988 ·
1989 ·
1990